# 周贺玺
周贺玺（1992年10月28日—），中国浙江省余姚市人，职业围棋棋手。

## 简历
2007年段位赛提前一轮成功定段，成为浙江省余姚市首位职业棋手，2010年升为四段，2013年升为五段，2017年6月升为六段，2019年7月升为七段。

## 荣誉
2011年第25届中国围棋天元战亚军；
2012年第26届中国围棋天元战亚军；
2013年全国围棋个人赛冠军。